# Бембново
Бембново (пол. Bębnowo) — село в Польщі, у гміні Радзанув Млавського повіту Мазовецького воєводства.
Населення — 156 осіб (2011).

## Демографія
Демографічна структура станом на 31 березня 2011 року:
|          | Загалом | Допрацездатний вік | Працездатний вік | Постпрацездатний вік |
| -------- | ------- | ------------------ | ---------------- | -------------------- |
| Чоловіки | 73      | 11                 | 47               | 15                   |
| Жінки    | 83      | 20                 | 41               | 22                   |
| Разом    | 156     | 31                 | 88               | 37                   |